# گناه مضاعف و داستان‌های دیگر
گناه مضاعف و داستان‌های دیگر (به انگلیسی: Double Sin and Other Stories) رمانی جنایی اثر آگاتا کریستی است.
این کتاب در سال ۱۹۶۱ در آمریکا توسط انتشارات داد، مید اند کمپانی برای دو شخصیت کارآگاهی هرکول پوآرو و خانم مارپل به چاپ رسیده است. قیمت کتاب ۳ و نیم دلار بوده‌است.